# Mitchell Bakerová
Winifred Mitchell Bakerová či Mitchell Bakerová (nepřechýleně Baker) je CEO Mozilla Corporation a dříve též byla její prezidentkou. Mozilla Corporation je dceřinou organizací Mozilla Foundation a zajišťuje vývoj webových aplikací jako je webový prohlížeč Mozilla Firefox či e-mailový klient Mozilla Thunderbird. Je autorkou svobodných licencí NPL a MPL. V roce 2005 byla časopisem Time zařazena mezi 100 nejvlivnějších lidí světa.